# Mistrzostwa Europy w Lekkoatletyce 2022 – rzut młotem mężczyzn
Rzut młotem mężczyzn – jedna z konkurencji technicznych rozgrywanych podczas lekkoatletycznych mistrzostw Europy na Stadionie Olimpijskim w Monachium.

## Terminarz
Źródło: european-athletics.com.
| Data        | Godzina |              |
| ----------- | ------- | ------------ |
| 17 sierpnia | 9:35    | Kwalifikacje |
| 18 sierpnia | 20:10   | Finał        |

## Rekordy
Tabela prezentuje rekord świata, rekord Europy, rekord mistrzostw Europy oraz najlepsze wyniki na listach światowych i eruopejskich w sezonie 2022 przed rozpoczęciem mistrzostw. Źródło: european-athletics.com, worldathletics.org.
|                          | Zawodnik      | Wynik | Miejsce   | Data                  |
| ------------------------ | ------------- | ----- | --------- | --------------------- |
| Rekord świata            | Jurij Siedych | 86,74 | Stuttgart | 30 sierpnia 1986(dts) |
| Rekord Europy            | Jurij Siedych | 86,74 | Stuttgart | 30 sierpnia 1986(dts) |
| Rekord mistrzostw Europy | Jurij Siedych | 86,74 | Stuttgart | 30 sierpnia 1986(dts) |
| Listy światowe           | Paweł Fajdek  | 81,98 | Eugene    | 16 lipca 2022(dts)    |
| Listy europejskie        | Paweł Fajdek  | 81,98 | Eugene    | 16 lipca 2022(dts)    |

## Rezultaty

### Kwalifikacje
Awans: 77,50 m (Q) lub 12 najlepszych rezultatów (q). Źródło: european-athletics.com.
| Poz. | Grupa | Zawodnik               | Reprezentacja   | Próby | Próby | Próby | Wynik | Uwagi |
| Poz. | Grupa | Zawodnik               | Reprezentacja   | 1     | 2     | 3     | Wynik | Uwagi |
| ---- | ----- | ---------------------- | --------------- | ----- | ----- | ----- | ----- | ----- |
| 1.   | B     | Paweł Fajdek           | Polska          | 75,78 | 79,76 |       | 79,76 | Q     |
| 2.   | A     | Wojciech Nowicki       | Polska          | 78,78 |       |       | 78,78 | Q     |
| 3.   | B     | Mychajło Kochan        | Ukraina         | 75,08 | 75,48 | 77,85 | 77,85 | Q     |
| 4.   | B     | Bence Halász           | Węgry           | 77,72 |       |       | 77,72 | Q     |
| 5.   | B     | Eivind Henriksen       | Norwegia        | 77,27 | x     | –     | 77,27 | q     |
| 6.   | A     | Quentin Bigot          | Francja         | 77,22 | 77,11 | –     | 77,22 | q     |
| 7.   | A     | Hilmar Örn Jónsson     | Islandia        | x     | 72,87 | 76,33 | 76,33 | q,    |
| 8.   | B     | Christos Frantzeskakis | Grecja          | 76,33 | x     | –     | 76,33 | q     |
| 9.   | B     | Nick Miller            | Wielka Brytania | 72,67 | 76,09 | –     | 76,09 | q     |
| 10.  | A     | Ragnar Carlsson        | Szwecja         | 74,65 | x     | 73,72 | 74,65 | q     |
| 11.  | B     | Serghei Marghiev       | Mołdawia        | 74,26 | 73,92 | 73,46 | 74,26 | q     |
| 12.  | A     | Javier Cienfuegos      | Hiszpania       | x     | 73,26 | 71,91 | 73,26 | q     |
| 13.  | B     | Marcin Wrotyński       | Polska          | 71,86 | x     | 68,03 | 71,86 |       |
| 14.  | A     | Dániel Rába            | Węgry           | 70,32 | 71,59 | 71,14 | 71,59 |       |
| 15.  | B     | Henri Liipola          | Finlandia       | x     | 71,55 | 71,32 | 71,55 |       |
| 16.  | B     | Tuomas Seppänen        | Finlandia       | 71,24 | 70,70 | 68,90 | 71,24 |       |
| 17.  | A     | Mychajło Hawryluk      | Ukraina         | 70,50 | 71,14 | x     | 71,14 |       |
| 18.  | A     | Aaron Kangas           | Finlandia       | 71,08 | x     | 67,60 | 71,08 |       |
| 19.  | A     | Mihail Anastasakis     | Grecja          | 70,49 | 70,84 | x     | 70,84 |       |
| 20.  | B     | Jean-Baptiste Bruxelle | Francja         | x     | 70,79 | 69,81 | 70,79 |       |
| 21.  | B     | Alexandros Poursanidis | Cypr            | x     | 66,70 | 70,56 | 70,56 |       |
| 22.  | A     | Özkan Baltacı          | Turcja          | 67,84 | 70,34 | x     | 70,34 |       |
| 23.  | B     | Denzel Comenentia      | Holandia        | x     | 68,89 | x     | 68,89 |       |
| 24.  | A     | Thomas Mardal          | Norwegia        | x     | 68,55 | 68,56 | 68,56 |       |
| –    | A     | Yann Chaussinand       | Francja         | x     | x     | x     | NM    |       |
| –    | A     | Krisztián Pars         | Węgry           | x     | x     | x     | NM    |       |

### Finał
Źródło: european-athletics.com
| Pozycja | Zawodnik               | Państwo         | Runda | Runda | Runda | Runda | Runda | Runda | Wynik | Uwagi |
| Pozycja | Zawodnik               | Państwo         | 1     | 2     | 3     | 4     | 5     | 6     | Wynik | Uwagi |
| ------- | ---------------------- | --------------- | ----- | ----- | ----- | ----- | ----- | ----- | ----- | ----- |
| 01 !    | Wojciech Nowicki       | Polska          | 78,95 | 80,90 | 80,91 | 80,66 | 82,00 | x     | 82,00 | WL    |
| 02 !    | Bence Halász           | Węgry           | 78,20 | 78,26 | 80,92 | x     | 78,46 | x     | 80,92 | PB    |
| 03 !    | Eivind Henriksen       | Norwegia        | x     | 77,60 | x     | 79,45 | 78,18 | 77,88 | 79,45 |       |
| 4.      | Paweł Fajdek           | Polska          | x     | x     | 78,43 | 78,49 | 79,03 | 79,15 | 79,15 |       |
| 5.      | Mychajło Kochan        | Ukraina         | 78,48 | x     | 77,09 | x     | x     | x     | 78,48 |       |
| 6.      | Christos Frantzeskakis | Grecja          | 71,76 | 75,79 | 76,92 | 74,84 | x     | 78,20 | 78,20 | PB    |
| 7.      | Quentin Bigot          | Francja         | 75,23 | x     | x     | 75,48 | 76,67 | 77,48 | 77,48 |       |
| 8.      | Nick Miller            | Wielka Brytania | 75,92 | 75,89 | x     | x     | 75,35 | 77,29 | 77,29 | SB    |
| 9.      | Ragnar Carlsson        | Szwecja         | x     | 69,51 | 74,00 | NQ    | NQ    | NQ    | 74,00 |       |
| 10.     | Serghei Marghiev       | Mołdawia        | 73,89 | 72,88 | 73,75 | NQ    | NQ    | NQ    | 73,89 |       |
| 11.     | Javier Cienfuegos      | Hiszpania       | 71,96 | 72,18 | 73,06 | NQ    | NQ    | NQ    | 73,06 |       |
| 12.     | Hilmar Örn Jónsson     | Islandia        | x     | 70,03 | x     | NQ    | NQ    | NQ    | 70,03 |       |